# Ахуанджину, Эрик
Эрик Ахуанджину (фр. Eric Ahouandjinou; род. 25 мая 1982) — бенинский шоссейный велогонщик.

## Карьера
В 2002 году принял участие в Тур дю Фасо. В 2003 году проявил себя на национальном уровне, выиграв Тур Бенина. В том же году снова участвовал в Тур дю Фасо, где занял девятое место на первом этапе.
В следующем, 2004 году на Туре Бенина несмотря на два выигранных этапа, не смог сохранить свой титул. По итогам гонки занял только третье место в общем зачёте победителем которой в пятый раз стал его товарищ по команде Иноусса Сака.
В 2017 и 2018 годах года стартовал на Тур дю Фасо, Гран-при Шанталь Бийя и Туре Кот-д’Ивуара проводившихся в рамках Африканского тура UCI.
В декабре 2017 года стал чемпионом Бенина в групповой гонке.
Зимой 2018 года выступил на чемпионате Африки. А в мае снова стартовал на Туре Бенина, отметившись на одном из его этапов попаданием в топ-10.

## Достижения
2003
Тур Бенина
2004
Тур Бенина
3-й в генеральной классификации
1-й и 5-й этапы на Тур Бенина
2017
 Чемпион Бенина — групповая гонка